# Macrodactylus paraguayensis
Macrodactylus paraguayensis är en skalbaggsart som beskrevs av Moser 1921. Macrodactylus paraguayensis ingår i släktet Macrodactylus och familjen Melolonthidae. Inga underarter finns listade i Catalogue of Life.